# Barrage de Porsuk (Eskişehir)
 (mars 2020).
Si vous disposez d'ouvrages ou d'articles de référence ou si vous connaissez des sites web de qualité traitant du thème abordé ici, merci de compléter l'article en donnant les références utiles à sa vérifiabilité et en les liant à la section « Notes et références ».
Pour les articles homonymes, voir Porsuk.

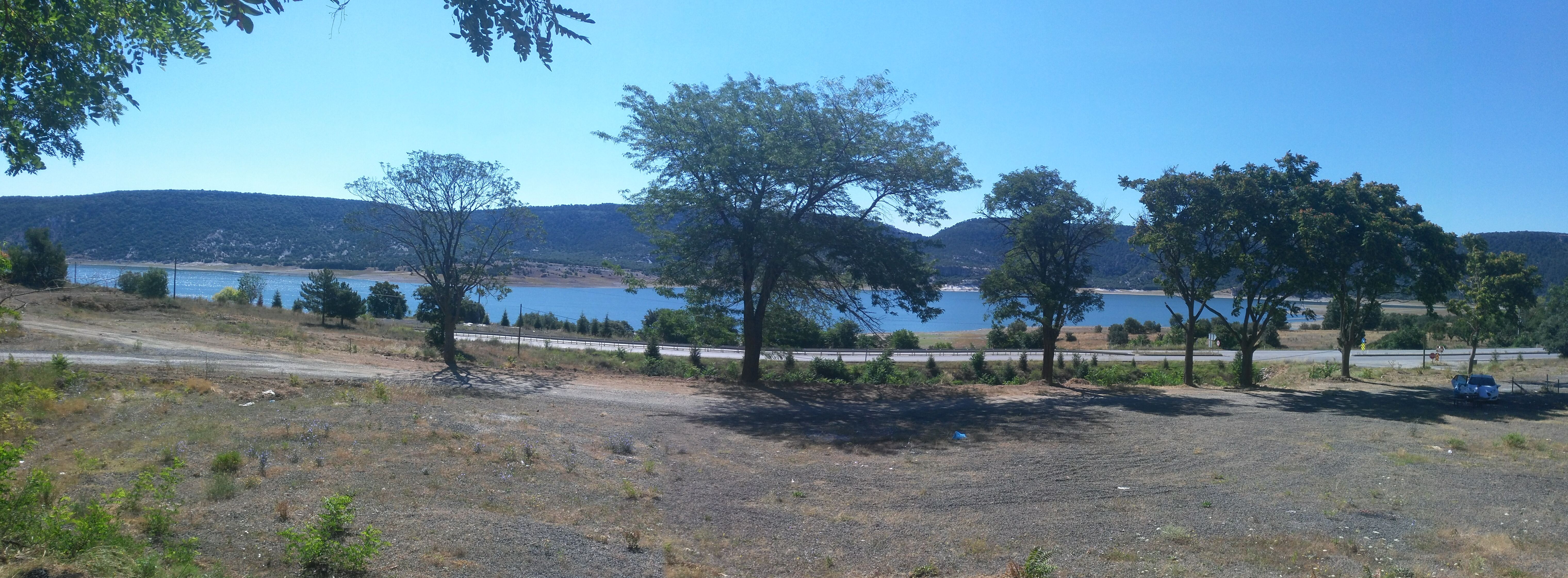
Barrage de Porsuk

Le barrage de Porsuk est un barrage de Turquie sur la rivière Porsuk Çayı dans la province d'Eskişehir.

## Sources
- (en) www.dsi.gov.tr/tricold/porsuk.htm Site de l'agence gouvernementale turque des travaux hydrauliques